# Mathieu Moulart
Pour les articles homonymes, voir Moulart.
Mathieu Moulart, né à Saint-Martin-sur-Cojeul en 1536 et mort à Bruxelles en 1600, est un prélat du XVIe siècle.

## Biographie
Moulart est né dans une famille de la petite bourgeoisie du sud Arrageois. En 1553, sur recommandation de son oncle, le curé Quentin MOULART, il entre dans les ordres à l'abbaye bénédictine de Saint-Ghislain.Il en devient l'Abbé en 1565. À la suite de Philippe de Noircarmes, il combat le protestantisme naissant.
Il effectue un voyage à Madrid via Rome en 1572 pour rencontrer le roi Philippe II et se plaindre des trop fortes impositions imposées par le régent des Pays-Bas espagnols, Ferdinand Alvare de Tolède.
Il est nommé évêque d'Arras en 1575. Sa messe d'installation est célébrée le 24 mai 1577.
Il fonde en 1596 à Douai le collège ou séminaire Moulart, situé rue du Pont des Pierres, devenu aujourd'hui un hôpital.
Il rédige son testament olographe le 13 janvier 1596 en faveur de ses sœurs Antoinette et Marguerite.
Il meurt lors des états généraux à Bruxelles. Son corps est transporté à Arras où il est inhumé en la Cathédrale, le 31 juillet 1600